# Кале (Вермонт)
Кале (англ. Calais) — місто (англ. town) в США, в окрузі Вашингтон штату Вермонт. Населення — 1661 особа (2020).

## Демографія
Згідно з переписом 2010 року, у місті мешкало 1607 осіб у 675 домогосподарствах у складі 450 родин. Було 842 помешкання
Расовий склад населення:
| - 97,3 % — білих - 1,2 % — азіатів - 0,4 % — чорних або афроамериканців - 0,2 % — корінних американців |

До двох чи більше рас належало 0,9 %. Частка іспаномовних становила 0,8 % від усіх жителів.
За віковим діапазоном населення розподілялося таким чином: 21,8 % — особи молодші 18 років, 65,9 % — особи у віці 18—64 років, 12,3 % — особи у віці 65 років та старші. Медіана віку мешканця становила 45,9 року. На 100 осіб жіночої статі у місті припадало 93,6 чоловіків;  на 100 жінок у віці від 18 років та старших — 95,2 чоловіків також старших 18 років.
Середній дохід на одне домашнє господарство  становив 79 788 доларів США (медіана — 64 766), а середній дохід на одну сім'ю — 84 091 долар (медіана — 75 288). Медіана доходів становила 52 292 долари для чоловіків та 43 929 доларів для жінок. За межею бідності перебувало 8,8 % осіб, у тому числі 8,2 % дітей у віці до 18 років та 2,9 % осіб у віці 65 років та старших.
Цивільне працевлаштоване населення становило 878 осіб. Основні галузі зайнятості: освіта, охорона здоров'я та соціальна допомога — 31,3 %, публічна адміністрація — 12,2 %, науковці, спеціалісти, менеджери — 9,1 %, роздрібна торгівля — 8,4 %.